# 原涼子
原凉子（日語：原 涼子（はら すずこ），2005年4月27日—），是一位日本女演員。所屬事務所曾经是SPACE CRAFT，现在为自由身。

## 人物簡介
2014年參與了日本電視動畫『元氣囝仔』的配音工作，其飾演的主角琴石奈留受到了注目。琴石奈留是一個使用小島方言說話的角色，雖然原作者ヨシノサツキ曾經說過「我覺得要小孩子講方言太勉強了，所以希望奈留使用標準語。」，但因為原涼子講的方言實在太好了，所以不用標準語而改用方言播出。順帶一提，原涼子是最初拿到錄有台詞的CD時才開始講方言的，反覆聽了很多次CD，難念的地方在現場請教人才熟悉起來的。小野大輔曾說過，看上去和性格「完全跟奈留一樣」、「原涼子＝琴石奈留」。
和在『元氣囝仔』中一起演出的遠藤璃菜是在甄選會上遇到的，感情非常好。不是對手，而是像朋友的感覺。
非常喜歡講話、表達意見，在參加『元氣囝仔』的電台節目錄音時，其他參加者還在說話，會因為太想發言而躁動。
家中排行老么，上有兩個哥哥和一個姊姊。

## 演出作品

### 電視連續劇
- 儘管如此也要活下去（草間悠里）
- 神聖怪物們（演出第2、4集）
- トッカン 特別国税徴収官（日语：トッカン_-特別国税徴収官-）（若村麻由美 幼年時期）
- 奪命捉迷藏（佐藤愛 幼年時期）
- 高梨さん（日语：高梨さん）（美加）
- Double Tone ~2人的夢~（日语：ダブルトーン）（田村亜美）
- かなたの子（日语：かなたの子）（演出第1集）
- 紙之月（岡崎千景）
- ヤバい検事_矢場健〜ヤバケンの暴走捜査〜（日语：ヤバい検事_矢場健〜ヤバケンの暴走捜査〜）（磯沼雪乃）
- 最高のおもてなし（日语：最高のおもてなし）
- 父子警探（稻木千賀子）
- 牙狼〈GARO〉-魔戒之花-（カリナ 幼年時期）
- ラスト・ドクター〜監察医アキタの検死報告〜（日语：ラスト・ドクター〜監察医アキタの検死報告〜）（志田早苗 幼年時期）
- タイムスパイラル（日语：タイムスパイラル_(テレビドラマ)）（演出第3、4集）
- お兄ちゃん、ガチャ（日语：お兄ちゃん、ガチャ）（御手洗四葉）
- 紅十字女護士（天野希代 幼年時期）
- 歡呼（佐智子）

### 電影
- 魔女宅急便 (2014年電影)（琪琪 少女時期）

### 電視動畫
2013年
- もいもいのMoiとMoimoi〜かわいいフィンランド（もっきー）

2014年
- 元氣囝仔（琴石奈留）[3]
- がんばれ!ルルロロ（日语：くまのがっこう#.E3.83.86.E3.83.AC.E3.83.93.E3.82.A2.E3.83.8B.E3.83.A1） 第2期（ペロ）[4]

2016年
- 熊巫女（ゆき）

2017年
- 商人星的小比索（比索）

2019年
- 川柳少女（毒島花火）
- 小怪獸成長日記 蹣跚學步（ノーちゃん）

2020年
- 索瑪麗與森林之神（米婭）

2021年
- SSSS.DYNAZENON（書道社員）

2025年
- 天久鷹央的推理病歷表

### 遊戲
- GRANBLUE FANTASY（レオノーラ）[5]
- 勇氣默示錄2 終結次元（レヴナント・グレイス）
- 偶像大師 灰姑娘女孩 星光舞台（望月圣）

### 廣告
- ナカバヤシ（日语：ナカバヤシ） 創立60周年「約束を支える仕事」篇（2011年）
- 講談社
  - たのしい幼稚園（日语：たのしい幼稚園_(雑誌)）（2013年）
  - おともだち（日语：おともだち）（2013年）
- ゆめソーラーCM「屋根の上」（福岡）篇（2013年）
- 7-Eleven「スタンプラリーキャンペーン」
- 朝日新聞「週刊謎とき!ジュニア百科」創刊（2014年）
- 東京ステーション開発「東京駅一番街」（2014年）旁白
- サッポロ一番 塩とんこつラーメン （2015年）

### 其他
- 短篇動畫『囝仔小短篇（即興小劇場 元氣囝仔短篇）』（琴石奈留）[6]